# Giulio Campi

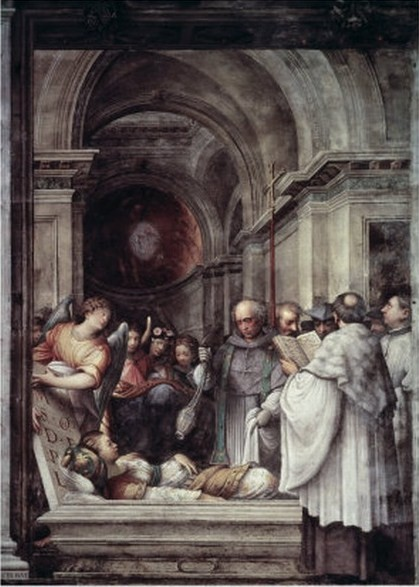
Enterrament de Santa Àgueda

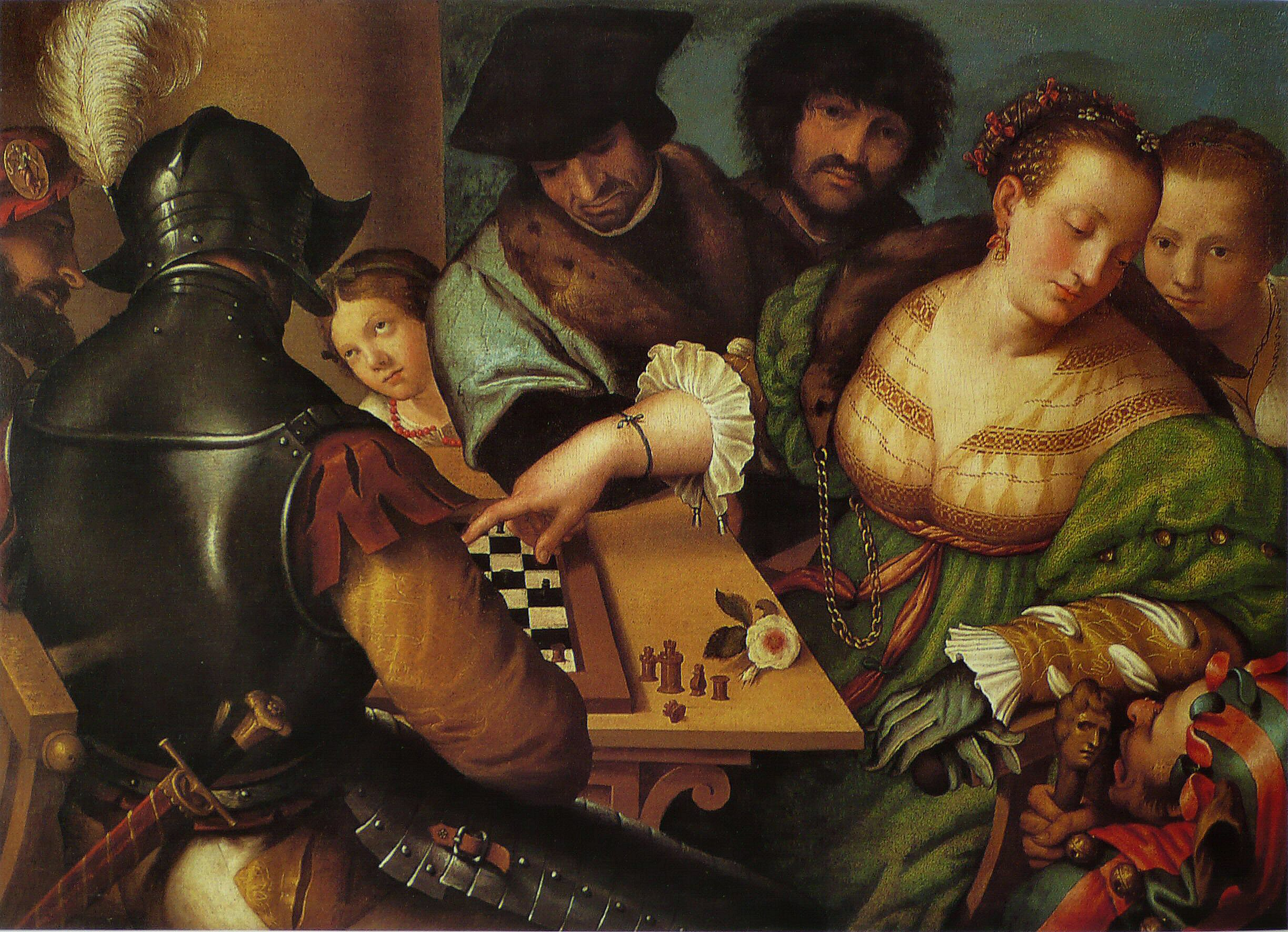
Joc d'escacs

Giulio Campi (Cremona, 1508 - Cremona, 5 de març de 1573), pintor i arquitecte italià del Renaixement tardà, adscrit a l'estil manierista.

## Biografia
Fill del també pintor Galeazzo Campi, probablement es va formar en el taller patern. On va adquirir un estil una mica arcaic, de tipus quatrocentista, que es va encarregar de desenvolupar durant els següents anys. Va mantenir una llarga rivalitat amb Camillo Boccaccino per la supremacia en la pintura cremonesa. Malgrat això, l'estil més avançat de Camillo el va influir en bona part.
Les seves primeres obres (Mare de Déu amb l'Infant, Sant Nazari i Sant Cels, 1527), són peces tristes i conservadores, d'escassa gamma cromàtica. Posteriorment es va posar al dia de les últimes creacions dels artistes emilians, de l'obra de Parmigianino i Rafael. Campi va adir-se aquestes innovacions en un estil eclèctic, encara que sense veritable força creadora. Els seus frescs en Santa Agata (1537) són una barreja de les obres de Il Pordenone i Romanino, que demostren el seu coneixement de l'actualitat pictòrica del seu segle, encara que no el seu talent.
Solament als frescs de la volta de Sant Segismondo (1557-1559) amb la Pentecosta es va demostrar Campi com un creador efectiu. Les figures estan fetes a partir d'atrevits escorços i assoleixen una gran brillantor. Tanmateix, es va influir de fonts perfectament conegudes: els Apòstols de Correggio al Duomo de Parma i les Noces de Psiqué de Giulio Romano al Palazzo del Te. Probablement els frescs executats per Camillo Boccaccino a la mateixa església li van servir per superar-se a ell mateix. Així com el viatge de Campi a Roma a la dècada de 1550, on va poder conèixer les últimes obres executades allà per altres mestres.
Giulio va continuar treballant dins dels paràmetres del manierisme a la seva última època, però ja sense cap vestigi d'originalitat, reduint el seu art a l'aplicació d'una sèrie de fórmules apreses i executades gairebé mecànicament. A la seva mort, el taller familiar va continuar funcionant sota la direcció dels seus germans petits, Antonio i Vincenzo. Un dels seus deixebles va ser Antonio Maria Viani.

## Obres destacades
- Mare de Déu amb l'Infant, Sant Nazari i Sant Cels (1527, San Abbondio, Cremona)
- Nativitat amb sants (1530, Pinacoteca de Brera, Milà)
- Tocador de mandolina (1530, Uffizi, Florència)
- Mare de Déu amb Sant Francesc, Santa Caterina d'Alexandria i el Marquès Stampa com a donant (1530, Pinacoteca de Brera, Milà)
- Frescs de Santa Maria delle Grazie (1530, Soncino)
- Retrat de cavaller amb cenyidor vermell (1530, Royal Collection)
- Retrat d'ancià (Cleveland Museum of Art)
- Retrat d'home (Museu de l'Hermitage, Sant Petersburg)
- Presentació en el Temple (Museu Diocesà, Milà)
- Joc d'escacs (1530, Museu Civico d'Arte Antica, Torí)
- Al·legoria de la Vanitat (1530-40, Museu Poldi Pezzoli, Milà)
- Retrat de Galeazzo Campi, pare de l'artista (1535, Uffizi, Florència)
- Frescs de Santa Agata (1537, Cremona) 
  - Escenes de la Vida de Santa Agüeda
- Judici de Salomó (Palau Ducal de Màntua, Màntua)
- Frescs dels creuers de Sant Sigismondo (1539-42, Cremona) 
  - Doctors de l'Església
- Frescs de Santa Margherita (1547, Cremona) 
  - Jesús i els doctors del Temple
  - Entrada de Crist a Jerusalem
  - Crucifixió
  - Escenes de la Vida de la Msre de Déu
  - Escenes de la Vida de Crist
- Retrat d'Ottavio Farnese (1551, Museu Civico, Piacenza)
- Sant Carlos Borromeo institueix els cursos de la doctrina cristiana (San Francisco da Paola, Milà), realitzat al costat del seu germà Antonio Campi.
- Frescs de la volta de Sant Sigismondo (1557-59, Cremona) 
  - Pentecosta
- Crucifixió (1560, Santa Maria della Passione, Milà)
- Sants Felip i Jaume (1565, San Sigismondo, Cremona)
- Sant Llorenç (1565, Catedral d'Alba)
- Frescs del presbiteri de Santa Maria de Campagna (1573, Piacenza), inconclusos a la seva mort.
- Frescs de Sant Abbondio (1573, Cremona), inconclusos a la seva mort.